# Bruno Ziebs
Bruno Ziebs (* 29. Oktober 1934) ist ein ehemaliger deutscher Fußballspieler.

## Sportlicher Werdegang
Ziebs spielte für den SV Limmer, ehe sich dem SV Arminia Hannover anschloss. Mit dem Klub wurde er Ende der 1950er Jahre zweimal in Folge Staffelmeister in der Amateuroberliga Niedersachsen, in der Aufstiegsrunde verpasste die Mannschaft jedoch jeweils die Erstligarückkehr. 1958 belegte sie dabei chancenlos den letzten Tabellenplatz, im folgenden Jahr fehlte als Tabellenzweiter ein Punkt auf den Aufsteiger Eintracht Osnabrück. Jedoch nahm der Stürmer anschließend mit der Mannschaft an der Amateurmeisterschaft 1959 teil, wo sie das Endspiel gegen den FC Singen 04 erreichte. Im Offenburger Karl-Heitz-Stadion ging dieses nach zwischenzeitlichem 0:3-Rückstand mit 2:3 verloren.
Ziebs folgte jedoch im Sommer 1959 seinem Mannschaftskameraden Klaus Niemuth als Vertragsspieler in die Oberliga Nord zu Bremerhaven 93. Unter dem als Nachfolger des zum 1. FC Köln gewechselten Oswald Pfau neu verpflichteten Trainer Erich Garske gelang der Mannschaft der fünfte Tabellenplatz. Dabei gehörte Ziebs zu den Stammspielern und kam in allen 30 Saisonspielen zum Einsatz, hierbei gelangem ihm drei Saisontore. Nach nur einem Jahr verabschiedete er sich vom Nordseeklub, im Sommer des Jahres kündigte er ebenso wie die Garske zu dessen neuen Trainerjob bei Bayer 04 Leverkusen folgenden Klaus Niemuth und Uwe Klimaschefski seinen Vertrag. Er wechselte zum seinerzeitigen Zweitdivisionär Freiburger FC. Dort war er direkt Stammspieler unter Trainer Günter Brust, der nach einer Spielzeit durch Hans Wendlandt ersetzt wurde. Auch unter diesem lief er weitgehend regelmäßig auf, es reichte in beiden Spielzeiten nur zum Platz im vorderen Mittelfeld.
Nach zwei Jahren im Süden wollte Ziebs weiterziehen und verhandelte unter anderem mit dem SSV Wuppertal, Bayer 04 Leverkusen, TuS Neuendorf und seinem Ex-Klub Arminia Hannover. Nachdem er Mitte Juni 1962 bereits gemeinsam mit Willi Langemann als Zugang der Hannoveraner verkündigt wurde, kam wenige Tage später heraus, dass er bereits eine gültige Vertragsvereinbarung mit der TuS Neuendorf hatte. In der letzten Südwest-Oberliga-Spielzeit vor der Einführung der Bundesliga 1963 trug er mit zwei Toren in 25 Spielen zum Erreichen des zehnten Tabellenplatzes bei. Noch bis 1966 spielte er unter anderem an der Seite von Werner Hölzenbein, Dieter Siegmann, Bernhard Mais und Josef Fuhrmann für den Klub in der Regionalliga Südwest.